# Thomas Bopp
Thomas Bopp (Denver, 15 ottobre 1949 – Phoenix, 5 gennaio 2018) è stato un astronomo statunitense.

## Biografia
Nato a Denver, nel Colorado, l'anno successivo si trasferisce con la famiglia a Youngstown nell'Ohio dove si diploma alla Chaney High School nel 1967.
Ha frequentato la Youngstown State University a Youngstown e ha vissuto a Tucson, in Arizona dal 1980.
Il suo interesse per l'astronomia si accende all'età di tre anni.
Crescendo, studia le costellazioni, l'aurora polare ed i pianeti; trascorrendo molte serate estive in giardino a guardare le stelle cadenti.
Nel luglio 1995, Thomas Bopp condivise con l'astronomo Alan Hale la scoperta della Grande Cometa del 1997: la cometa Hale-Bopp, formalmente chiamata C/1995 O1.
Gli è stato dedicato, congiuntamente al padre Frank, un asteroide, 7086 Bopp .